# Marco Kloss
Marco Kloss est un chanteur de schlager allemand né le 25 septembre 1973 à Marl.
Il est notamment l'auteur du tube Erna Schabulski.

## Discographie
- 1994 Frag nicht Dein Horoskop
- 1995 Ja soll das alles schon gewesen sein?
- 1996 Rocky Remix '96
- 1997 Träume die Träume
- 1998 Weil Du die Liebe bist My Love
- 1998 Du bist das Licht
- 1999 Das geht mir alles so am Arsch vorbei
- 2000 Ich zieh die Arschkarte
- 2001 Pflaumenpolka - gemeinsam avec Oliver Frank
- 2001 Du hast mir den Tag versaut
- 2001 Hallo Baby
- 2002 Der Typ neben ihr
- 2003 Meine Frau hat's verboten
- 2004 Du hast gewärmt wie alter Whisky
- 2004 Erna Schabulski
- 2005 Mona Lisa
- 2005 Ich sterbe nicht nochmal
- 2007 Hello Mister DJ
- 2007 Hier ist Endstation
- 2007 Wär ich so cool
- 2007 Ein schneeweißes Schiff
- 2007 Das Meer ist kein Meer mehr